# Válvula de expansão

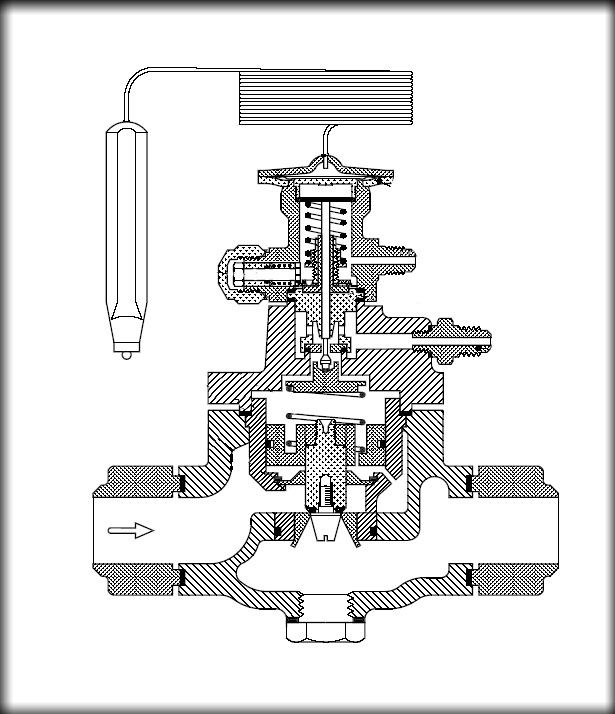
Válvula de expansão

Uma válvula de expansão é um componente em sistemas de refrigeração e ar condicionado que controla a quantidade de líquido refrigerante liberado para o evaporador.

## Descrição
O controle do fluxo de refrigerante é realizado através da utilização de um bulbo equipado com um sensor de temperatura e preenchido com um gás similar ao do sistema, que faz com que a válvula abra contra a mola de pressão no corpo da válvula, à medida que a temperatura aumenta. Caso a temperatura da linha de sucção diminua, a pressão no bulbo reduz, fazendo com que a válvula se feche. Um sistema de ar condicionado com uma válvula de expansão é muitas vezes mais eficiente do que projetos que não a usam.
Uma válvula de expansão térmica é um elemento-chave para uma bomba de calor; este é o ciclo que faz o condicionamento de ar possível. Um ciclo básico de refrigeração é composto de quatro elementos principais, um compressor, um condensador, uma válvula de expansão e um evaporador. Conforme o fluido refrigerante atravessa um circuito que contém esses quatro elementos, ocorre a refrigeração.
O refrigerante vem do condensador no estado líquido sob alta pressão, e então atinge a válvula de expansão, pela qual irá atravessar assim que superar a força de retorno da mola. Entretanto, ao atravessar, o fluido se depara com um ambiente em baixa pressão, e então se vaporiza absorvendo calor. Esse calor será então trocado no evaporador.